# Венгерская Красная армия
Венгерская Красная армия (венг. Vörös Hadsereg) — вооружённые силы Венгерской советской республики, сформированные 25 марта 1919 года на основе частей Народной армии правительства Каройи и Красной гвардии.

## История

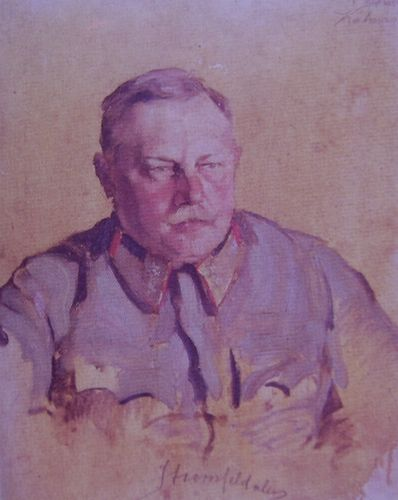
Начальник штаба Красной армии Аурел Штромфельд.

Первым командующим венгерской Красной Армией был Вильмош Бём. К середине апреля 1919 года общая численность армии составляла 56 тыс. человек (шесть пехотных дивизий неполного состава).
16 апреля 1919 года войска Румынии начали боевые действия против ВСР. В это время, по состоянию на 16 апреля 1919 года, венгерская Красная армия насчитывала 73 батальона и 34 артиллерийские батареи.
21 апреля 1919 года было создано командование Восточной армией, начальником штаба был назначен полковник Аурел Штромфельд.
27 апреля 1919 года боевые действия против ВСР начали войска Чехословакии.
Вскоре после начала иностранной военной интервенции в результате предательства командования капитулировала и сложила оружие «секейская» дивизия (выполняя приказ, который отдал командир дивизии полковник Кратохвил).
К началу мая 1919 года венгерская Красная армия была вынуждена отступить до рубежа реки Тиса, однако дальнейшее продвижение румынских войск было остановлено. В это время численность армии составляла 90 тыс. человек.
2 мая 1919 года войска Чехословакии заняли город Мишкольц и продвинулись до Шальготарьяна, а французские войска (действуя с территории Югославии) заняли города Мако, Надьмак, а затем Ходмезёвашархей. Кроме того, французские войска заняли город Сегед, в котором на основе вооружённых отрядов MOVE началось формирование венгерской армии Миклоша Хорти.
4 мая 1919 года Революционный правительственный совет (Forradalmi Kormányzótanács) отдал приказ о всеобщей мобилизации рабочих и подчинил рабочие полки Будапешта командованию Красной армии.
6 мая 1919 года командование Восточной армией было преобразовано в командование Красной армии.
После проведения мобилизации, к середине мая 1919 года армия насчитывала 120 тыс. человек (три армейских корпуса и 8 дивизий, в составе которых было 113 батальонов, 84 пулемётные роты, 8 кавалерийских рот, 39 батарей, 16 технических и 8 авиационных рот). На их вооружении находились 51 588 ружей, 682 пулемёта, 870 лошадей, 63 полевых орудия, 5 горных орудий, 81 гаубица, 6 тяжёлых миномётов и 37 самолётов.
Помимо регулярных армейских подразделений, были созданы запасные рабочие полки и батальоны, комплектование которых производилось по территориальному принципу (на крупных промышленных предприятиях).
Советская Россия не имела возможности оказать прямую военную поддержку Венгерской Советской республике в связи со сложным положением на фронтах гражданской войны, однако некоторая помощь была предоставлена:
- в Венгрию были направлены добровольцы из числа находившихся в РСФСР венгерских коммунистов[6];
- также, по поручению В. И. Ленина Реввоенсовет принял меры по организации воздушной связи. Организационное и техническое руководство было возложено на начальника Полевого управления авиации и воздухоплавания Действующей армии А. В. Сергеева, его помощника по оперативно-строевой части М. П. Строева и начальника Воздушного флота УССР Н. В. Васильева. Был создан авиаотряд международной связи, местом его базирования стал аэродром у г. Проскуров. 9 апреля 1919 года с Винницкого аэродрома в Будапешт на трофейном самолёте «Эльфауге» немецкого производства совершил перелёт пилот В. А. Ходорович, который доставил в Венгрию венгерского профсоюзного деятеля Иожефа Фодора и шифр для радиосвязи Будапешта с Москвой. Позже, венгерские и советские пилоты совершили ещё несколько вылетов по этому маршруту, обеспечив доставку курьеров, информационных сообщений и дипломатической почты[7].

21 мая 1919 года 1-я рабочая дивизия отбила Мишкольц.
30 мая 1919 года венгерская Красная Армия перешла в наступление на всём северном участке фронта, прорвала фронт и в течение двух следующих недель очистила от войск противника 2835 км² территории. В результате Северного похода армия 6 июня 1919 года заняла Кошице, а затем вышла к Карпатам. Успех наступления способствовал провозглашению Словацкой Советской республики 16 июня 1919 года.
8 июня 1919 года премьер-министр Франции Жорж Клемансо направил советскому правительству Венгрии ноту, в которой содержалось требование остановить наступление венгерской армии. Вторая нота Клемансо содержала ультимативное требование остановить наступление и отвести части венгерской Красной Армии за установленную Антантой демаркационную линию, обещая, что румынские войска также отойдут за демаркационную линию. Ноты Клемансо обострили борьбу в руководстве Венгерской Советской Республики, правые социалисты выступили за немедленное принятие ультиматума.
По состоянию на 15 июня 1919 года, венгерская Красная армия насчитывала 168 батальонов и 84 артиллерийские батареи.
14—24 июня 1919 года делегаты венгерской Красной Армии принимали участие в работе Всевенгерского съезда рабочих и солдатских депутатов, на котором была принята конституция Венгерской Советской республики и избран ЦИК республики.
24 июня 1919 года республика приняла условия ультиматума Клемансо.
30 июня 1919 года начался отвод войск венгерской Красной Армии за демаркационную линию. Это отступление привело к падению Словацкой Советской Республики, вызвало серьезное недовольство в армии. Румынские войска не выполнили упомянутые Клемансо условия о отходе за демаркационную линию, что также осложнило военно-политическую ситуацию.
20 июля 1919 года Революционный правительственный совет утвердил план наступления против румынских войск (который предложил новый начальник штаба Ференц Юлиер).
30 июля 1919 года венгерская Красная Армия начала новое наступление против румынских войск, однако в результате предательства штабного офицера план наступления стал известен противнику и 1 августа 1919 года румынские войска начали контрнаступление, результатом которого стало поражение венгерской Красной Армии.
После падения Венгерской Советской Республики 6 августа 1919 года и установления диктатуры М. Хорти, многие бывшие командиры и военнослужащие Венгерской Красной Армии были репрессированы, некоторые были вынуждены эмигрировать из страны.

## Состав
Помимо венгров, на стороне Венгерской Советской республики воевали русские, украинские, австрийские, польские, румынские, чешские, словацкие и болгарские интернационалисты, а также югославы и несколько итальянцев.
Венгерская социалистическая революция освободила военнопленных, находившихся на территории Венгрии, и многие из них возвратились на родину, однако часть осталась на территории Венгрии. Организационными центрами для находившихся в Венгрии подданных Российской империи стали созданная в декабре 1918 года в Будапеште группа РКП (б), в которую входили В. Б. Юстус, В. А. Урасов и Р. Д. Меллер, а также Совет русских солдатских депутатов. Группа и Совет распространяли прокламации, революционную литературу, вели организационную работу среди находившихся в Венгрии русских военнопленных, а после установления в Венгрии Советской власти начали выпускать газету «Правда» на русском языке. В первом же номере газеты было напечатано обращение наркома по иностранным делам РСФСР Г. В. Чичерина с призывом ко всем русским гражданам, оказавшимся на территории Венгрии, выступить в защиту Венгерской Советской республики. Вслед за этим, обращение было опубликовано в газете «Vörös Újság» за 1 апреля 1919 года, а в городах Венгрии прошли митинги и собрания, на которых проводили набор добровольцев в венгерскую Красную армию. В дальнейшем добровольцев направляли в Будапештский интернациональный полк, в составе которого в апреле 1919 года был сформирован 1-й русский батальон трёхротного состава численностью более тысячи человек. Командиром батальона стал штабс-капитан царской армии К. В. Каблуков, комиссаром — Е. С. Вайсброд. С 29 мая 1919 года батальон находился в непрерывных боях. Высокие боевые качества 1-го русского батальона были отмечены в телеграмме военного командования Верховному главному командованию венгерской Красной армии от 2 июня 1919 года, в дальнейшем в специальном приказе личному составу батальона за героизм и отвагу была объявлена благодарность. Полных данных о числе русских добровольцев, принимавших участие в борьбе за Венгерскую Советскую Республику собрать не удалось, однако известно, что кроме 1-го русского батальона были сформированы и другие подразделения с участием русских добровольцев. Русские интернационалисты воевали в 19-м и 30-м пехотных полках и других частях. Так, в донесении военного командования из района Геделе сообщается о прибытии 15 июня 1919 года в Кривань роты в количестве 363 человек, сформированной из русских. Кроме того, 18 июня 1919 года в Будапеште был сформирован дополнительный интернациональный батальон, в который входило одно русское подразделение;
В общей сложности, в венгерской Красной армии воевали около 8 тыс. трансильванских румын и свыше 500 румын из числа «граждан старого королевства» (среди последних были политэмигранты и бывшие румынские военнопленные Первой мировой войны). Из румын были сформированы два румынских добровольческих батальона (кроме того, они служили в составе нескольких других частей и бронепоездов). Также в составе венгерской Красной армии были созданы австрийский и польский батальоны.